# Huzule

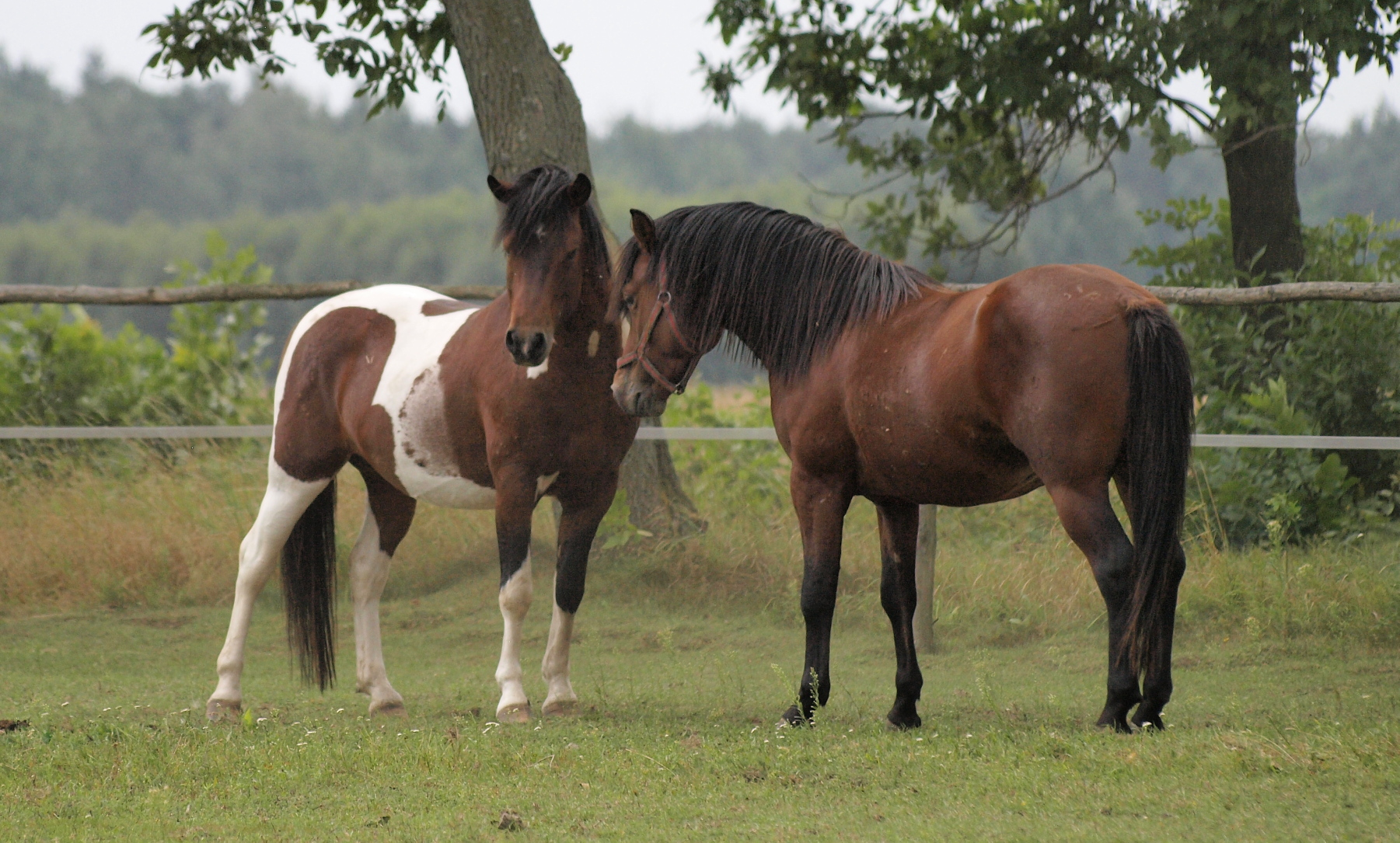
Karpatische pony's

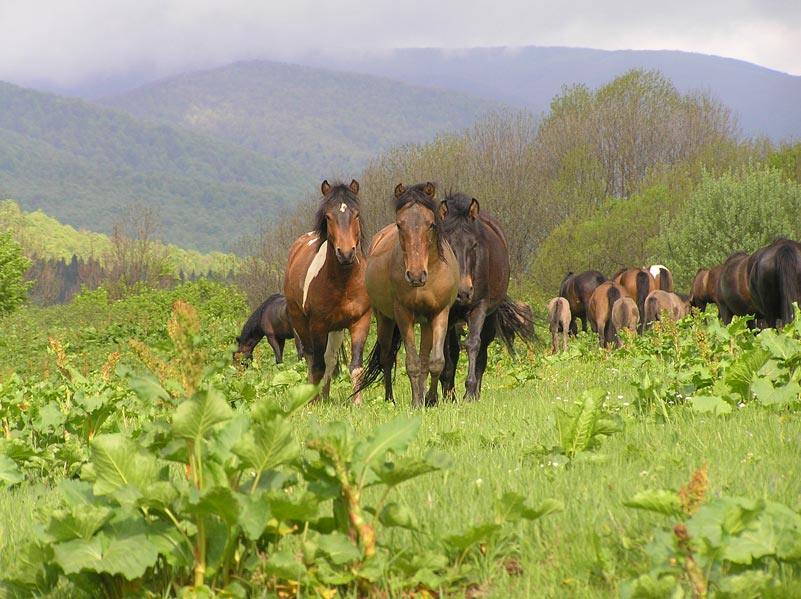
Karpatische pony's

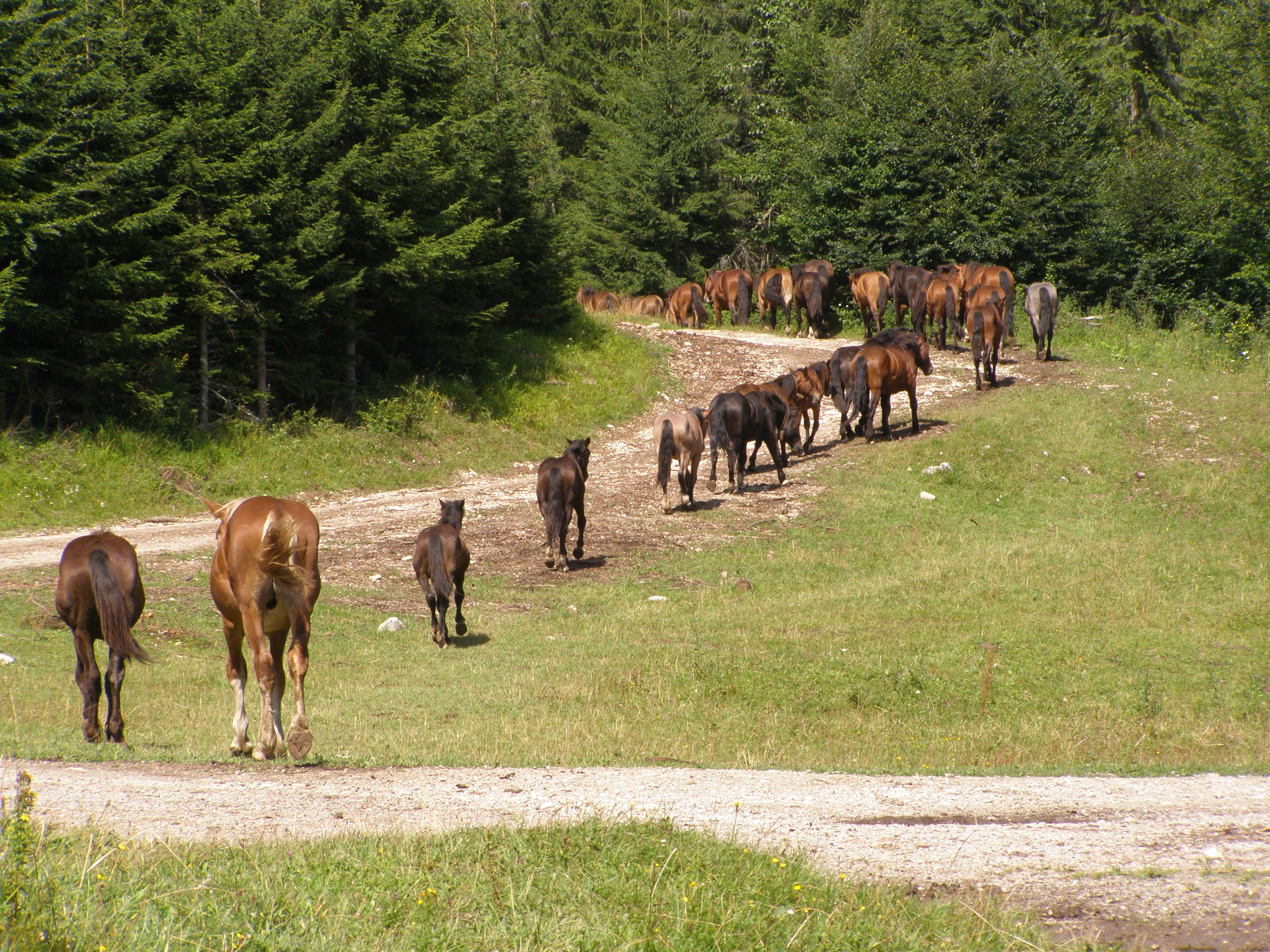
Karpatische pony's

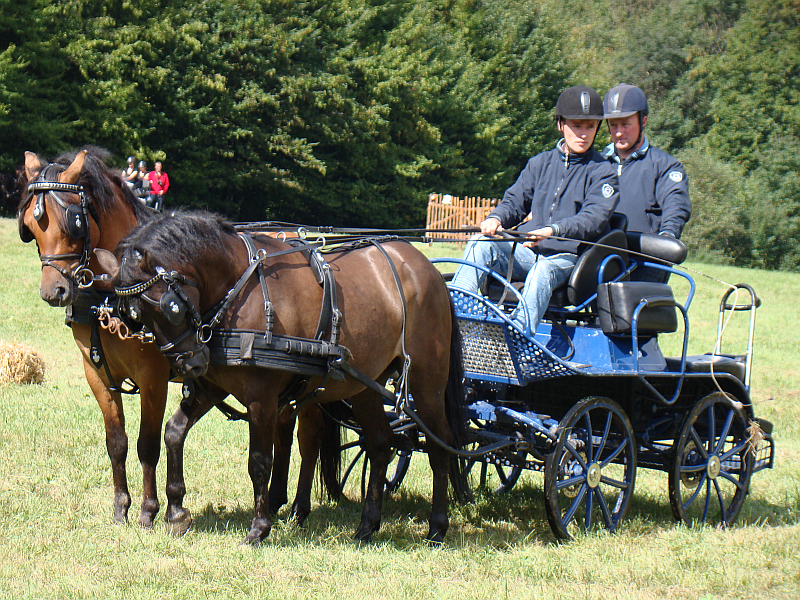
Mensport in Rymanów in Polen

De huzule of Karpatische pony is een ras van werkpony's afkomstig uit de Karpaten. Het ras wordt ook wel aangeduid met de namen huculska, hutsul, huţul, huţan en huzul.

## Kenmerken
De huzule is een klein, stevig gebouwd, sterk en gehard paard dat voor zwaar werk in de bergen gebruikt werd. Huzules hebben een groot uithoudingsvermogen en een kalm karakter. 
Tot de uiterlijke kenmerken behoren een rechthoekig formaat met klein hoofd, een korte nek, weinig schoft, korte benen en harde hoeven. Het ras komt voor in de vachtkleuren bruin tot zwart en wildkleur maar soms ook bont en vos. Aftekeningen worden niet graag gezien. De wildkleur met aalstreep en zebrastrepen wordt volledig geaccepteerd. Ze hebben een schofthoogte tussen 125 cm en 147 cm.
In tegenstelling tot de Poolse konik is de huzule maar zelden gekruist met andere gedomesticeerde paardenrassen. De paarden worden omschreven als tredzeker, vitaal en vruchtbaar.

## Gebruik
Tegenwoordig wordt het ras gebruikt als recreatiepaard onder het zadel, bijvoorbeeld voor lange afstandsritten, en voor het mennen in het tuig.

## Geschiedenis
De huzule vertoont enige overeenkomst met het Europees-Aziatische wilde paard de tarpan.
Het ras is vernoemd naar een kleine etnische groep, de Hoetsoelen, die vooral in de Beskiden woont, een centrale bergregio in de Karpaten.
Het paardenras zelf is echter veel ouder dan het volk waarnaar het vernoemd is. Het ras werd voor het eerst genoemd in schriften van vierhonderd jaar oud, maar er zijn Romeinse beelden uit die regio bekend die doen vermoeden dat al in de Romeinse tijd Karpatische pony's bestonden.
In de 19e eeuw werden huzulen gebruikt door de cavalerie van het leger van Oostenrijk-Hongarije. In 1856 werd de eerste stoeterij voor het fokken van de huzule opgezet in Rădăuţi, Roemenië, waar al een belangrijke stoeterij voor edele gebruikspaarden van het Huis Habsburg gevestigd was. Er bestonden bloedlijnen van verschillende dekhengsten: Goral, Hroby, Ouşor, Pietrousu en Prislop. Er werd sterk op toegezien dat deze bloedlijnen zuiver werden gehouden.
In 1922 werden 33 paarden naar Tsjecho-Slowakije gestuurd om daar een fokkerij op te zetten, die nu bekendstaat als de Gurgul-lijn. Door de Tweede Wereldoorlog nam het aantal huzulen daar sterk af; slechts 300 huzules overleefden de oorlog.

## Fokkerij
Hoewel al in 1924 een stamboek werd opgericht in het oorsprongsgebied werd pas een halve eeuw later, in
de jaren zeventig, een daadkrachtige vereniging opgericht om het uitsterven van het paardenras te voorkomen. Men begon met vijftig raszuivere pony's. Dankzij het werk van verschillende fokkers is de huzulenpopulatie weer gestegen tot meer dan duizend.
De meeste huzules leven in de oorsprongsgebieden in Polen, Slowakije, Roemenië, Tsjechië en Oekraïne. Vandaag de dag worden huzules vooral gefokt in de regio Boekovina in Roemenië en in Hongarije. Ook in Oostenrijk, Duitsland en Engeland geniet het paard bekendheid en bescheiden aantallen fokkers en gebruikers.

### Belangrijkste centra van de fokkerij
- Roemenië: district Suceava
- Polen : Gładyszów, Odrzechowa
- Slowakije: Topoľčianky
- Hongarije: Aggtelek
- Tsjechië: Praag
- Oekraïne: Steblivka

## Afbeeldingen

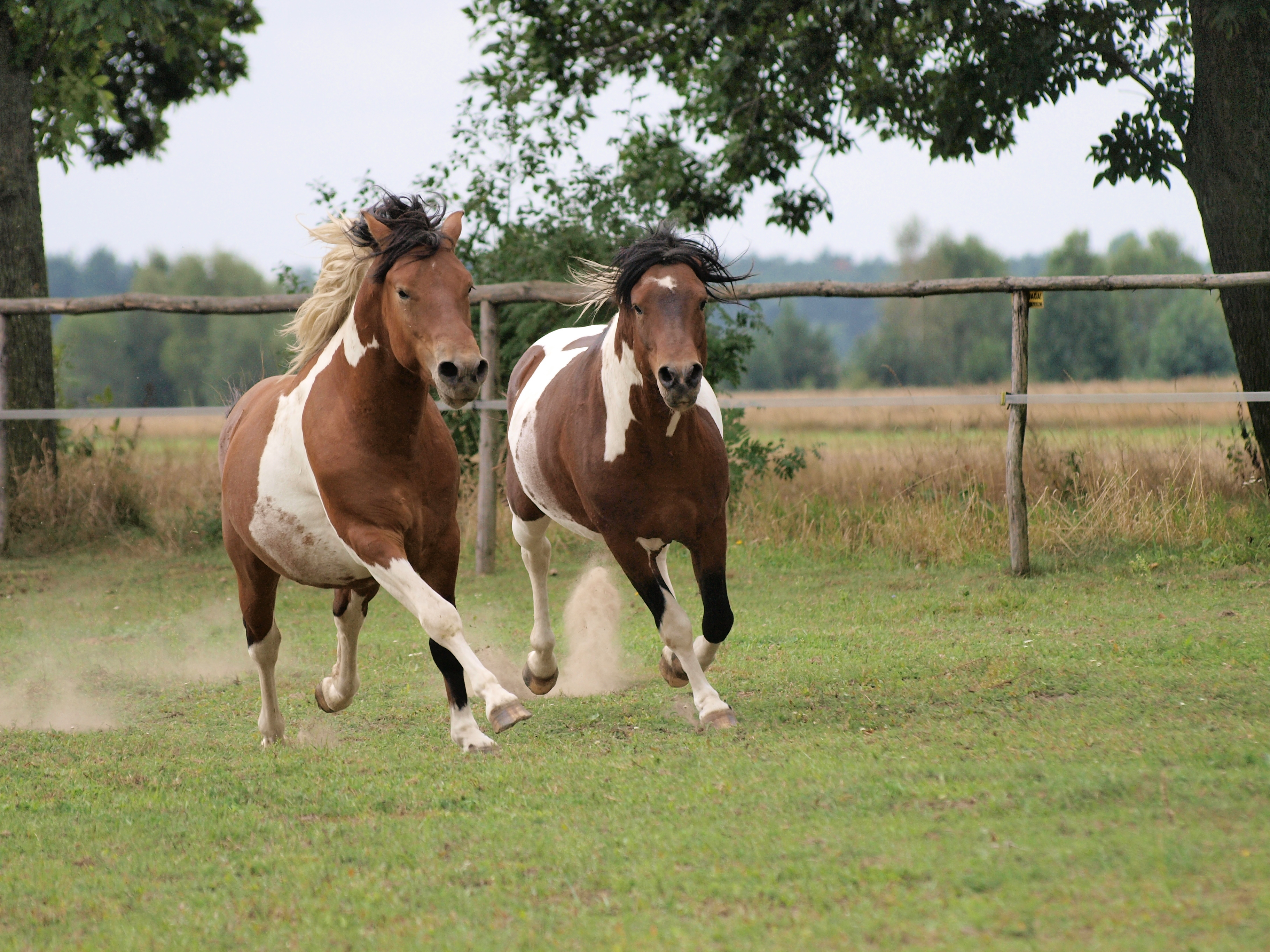
Bonte huzules in galop
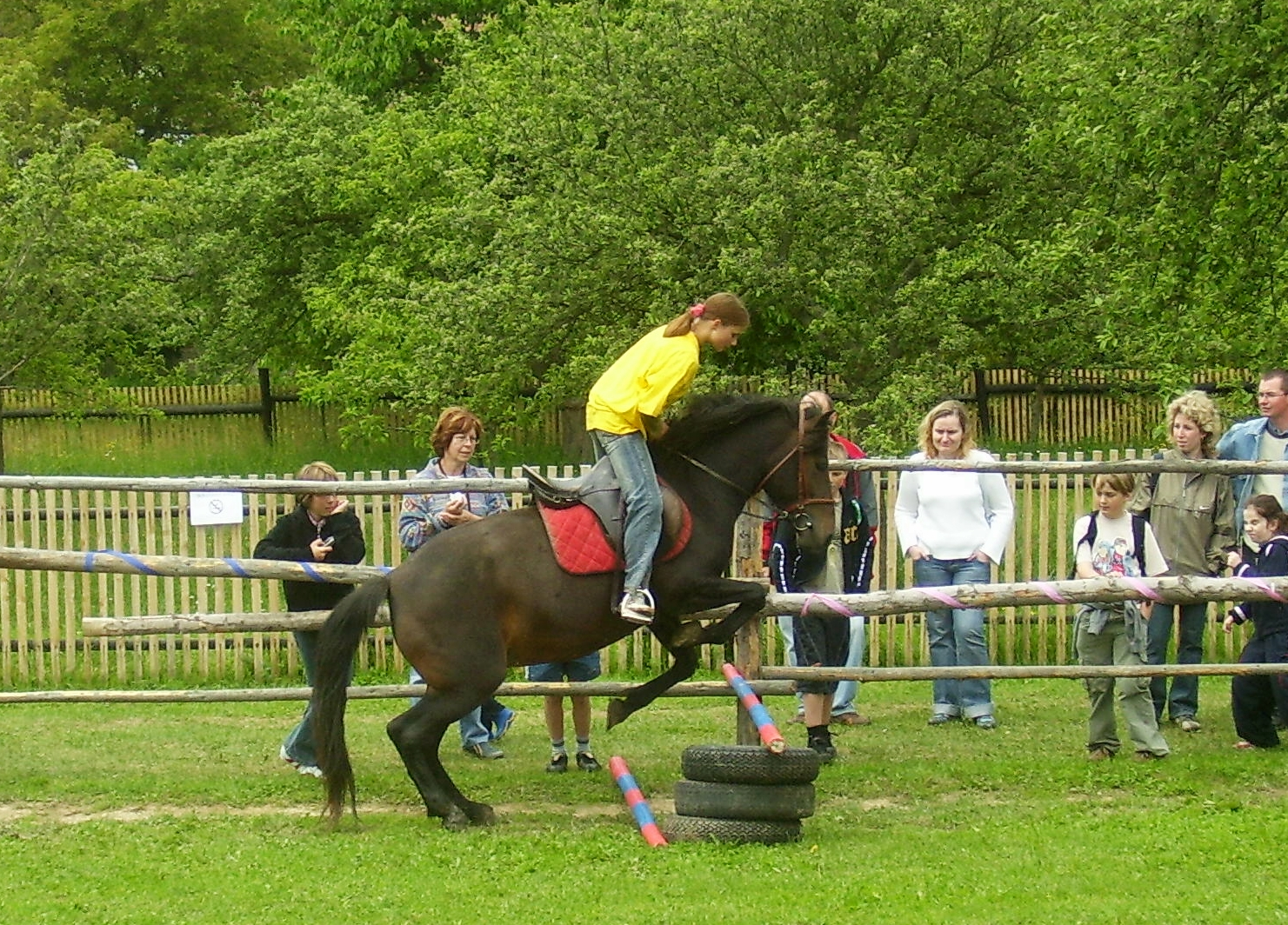
Springen
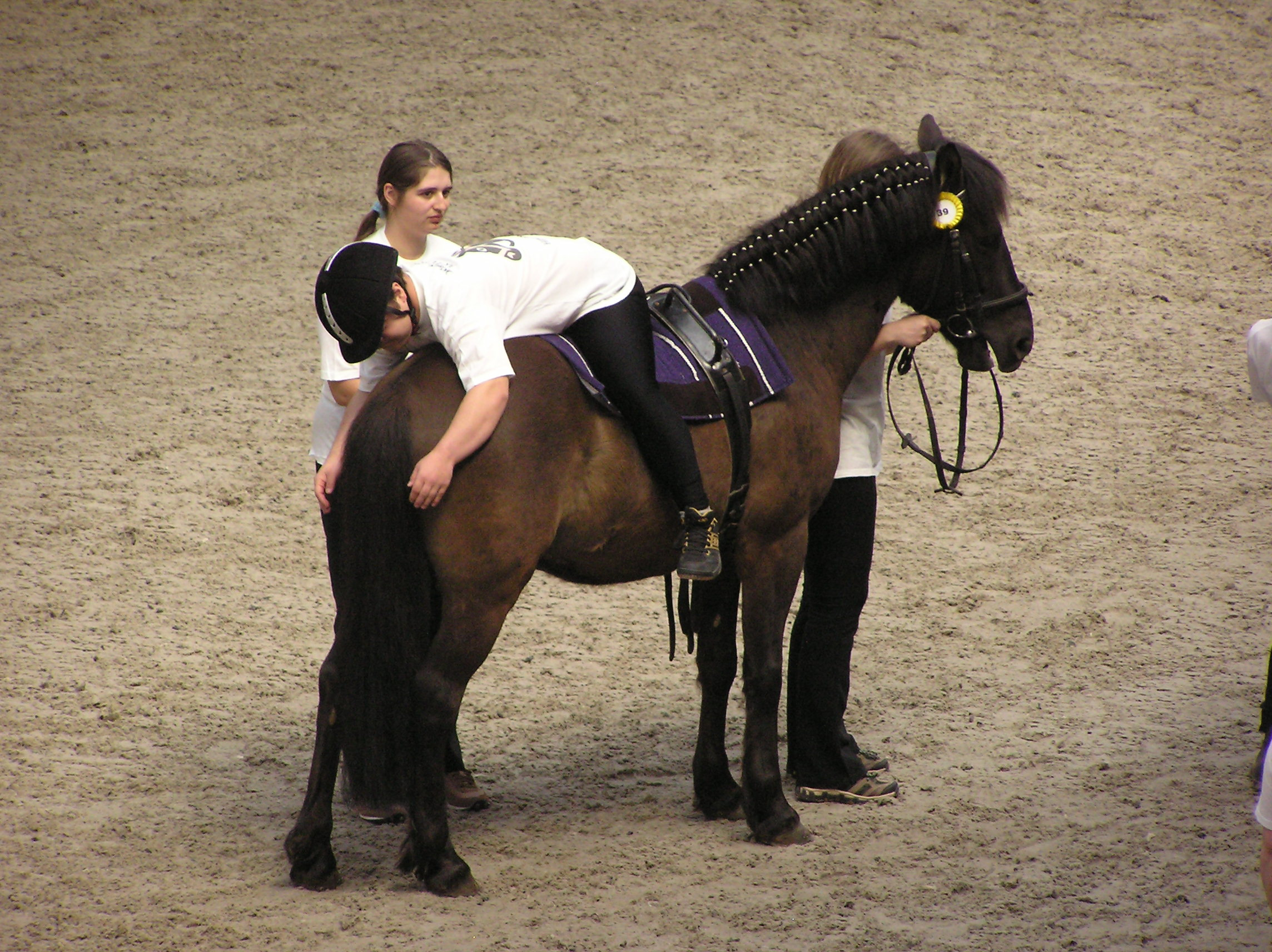
Therapeutisch rijden
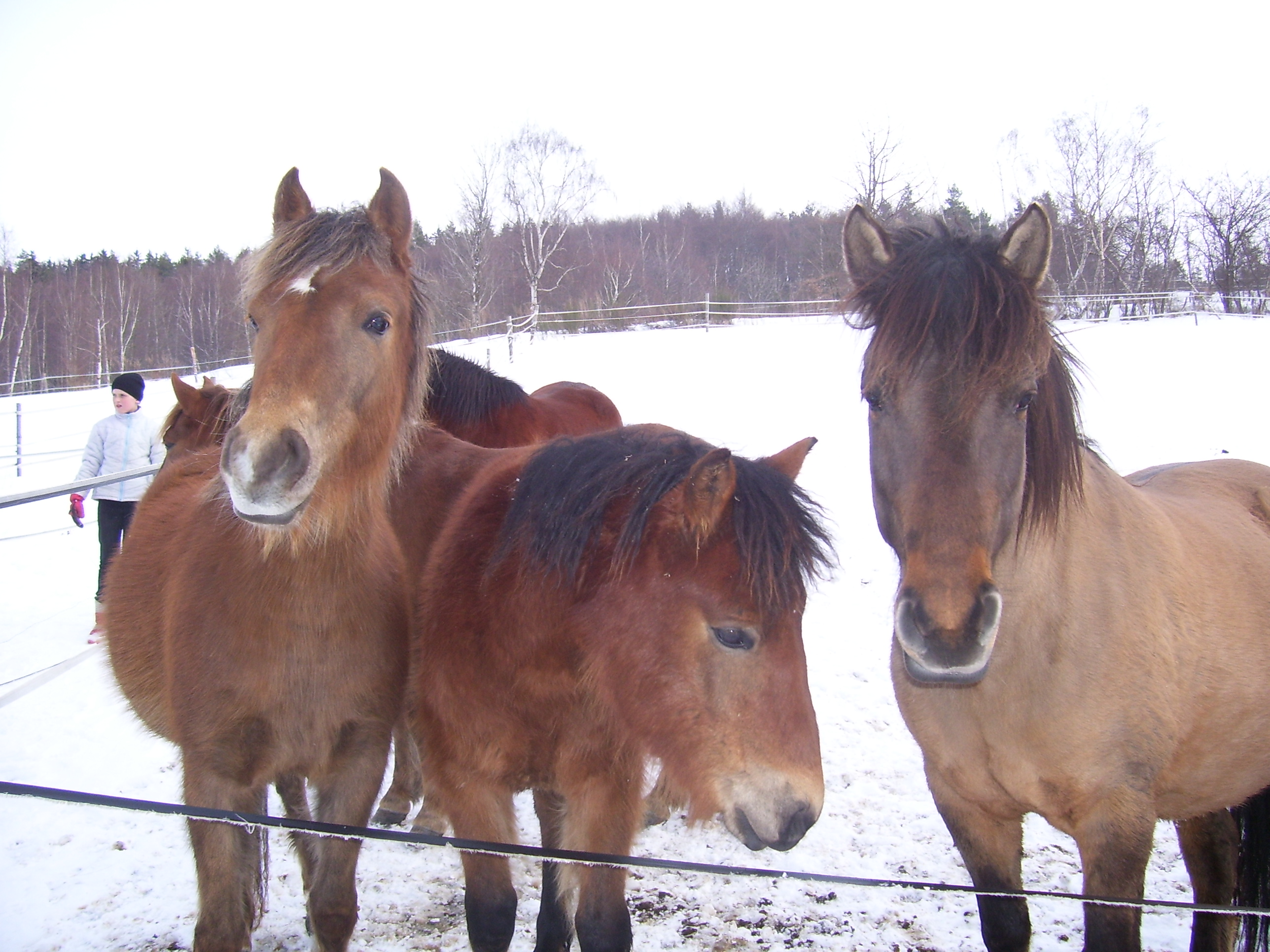
Huzules in de sneeuw
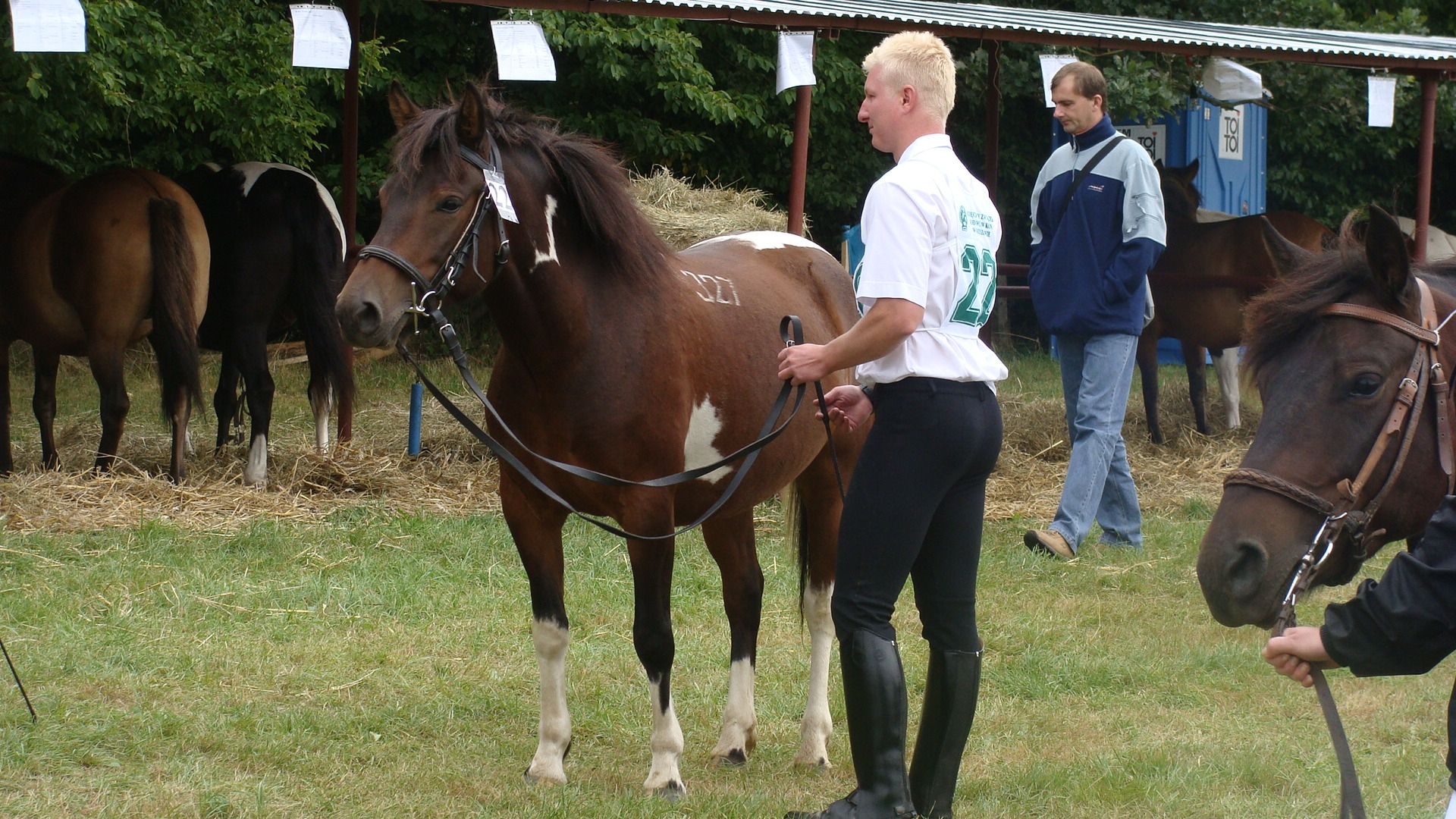
Huzules bij een keuring
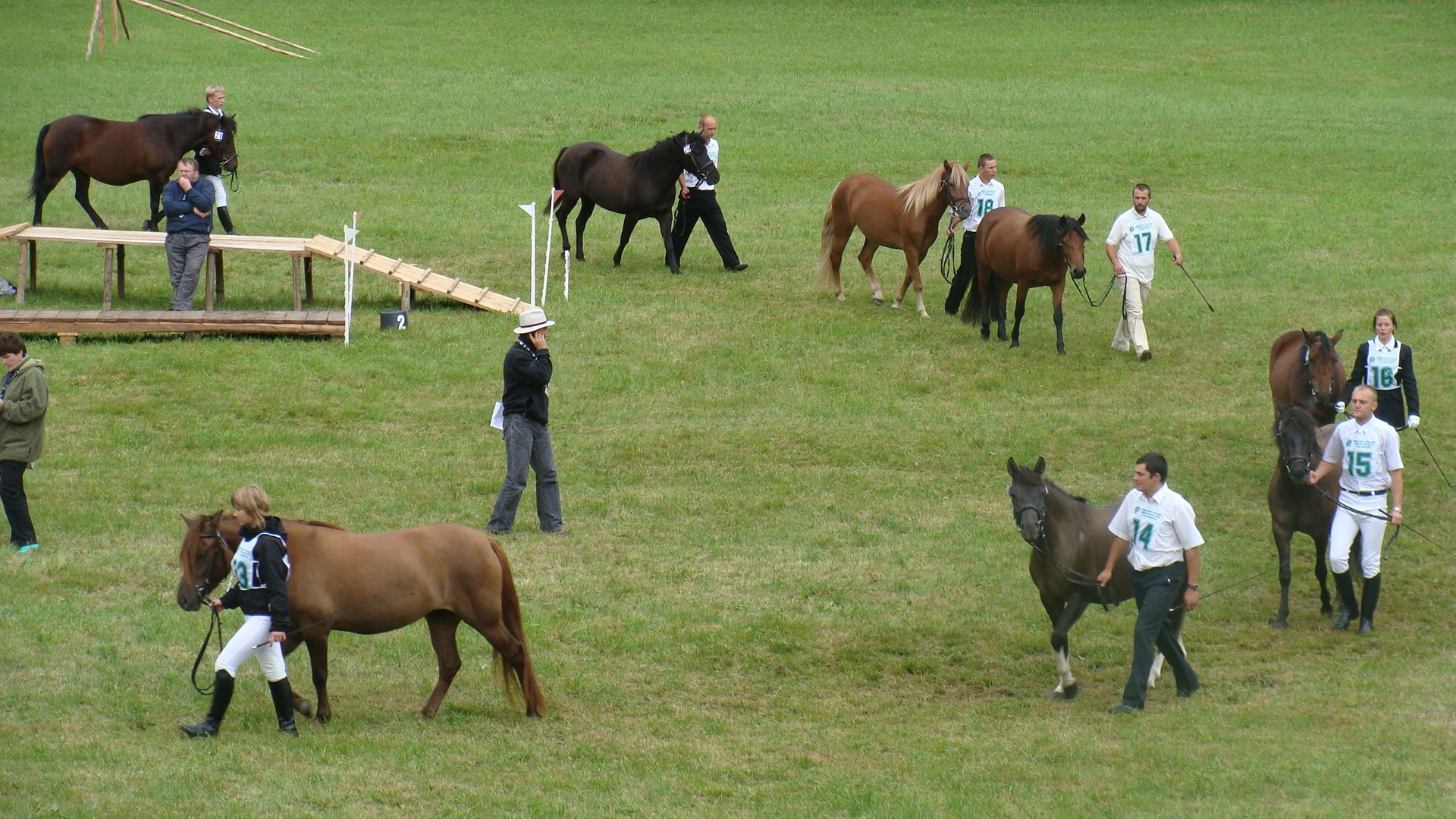
Tijdens een keuring
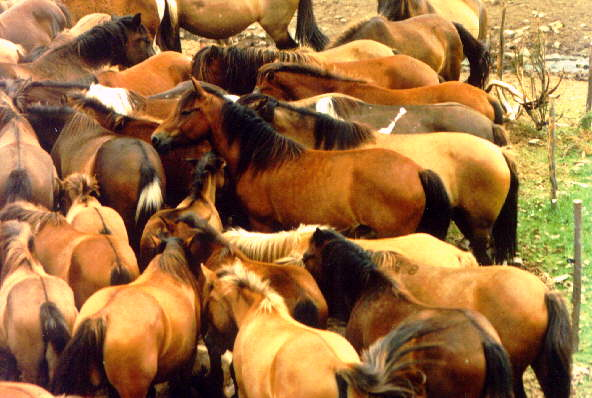
De kudde van een stoeterij